# Miombofrankolin
Miombofrankolin (Scleroptila shelleyi) är en fågel i familjen fasanfåglar inom ordningen hönsfåglar.

## Utseende och läte
Miombofrankolinen är en medelstor, vackert tecknad frankolin som i flykten uppvisar tydliga roströda fläckar på vingarna. Kombinationen av ett komplext ansiktsmönster och kraftigt svartvitbandad buk är diagnostiskt. Jämfört med närbesläktade zambiafrankolinen, tidigare behandlad som underart, är den mycket renare och tydligare tecknad. Lätet är ett rytmiskt stigande och fallande "chil-it, chil-chow" som upprepas.

## Utbredning och systematik
Miombofrankolinen förekommer från södra Uganda och sydvästra Kenya till nordöstra Sydafrika. Den behandlas antingen som monotypisk, det vill säga att den inte delas in i några underarter eller delas in i tre arter med följande utbredning:
- Scleroptila shelleyi uluensis – centrala och södra Kenya samt norra Tanzania
- Scleroptila shelleyi macarthuri — Chyulu Hills i sydöstra Kenya
- Scleroptila shelleyi uluensis — södra Uganda och centrala Tanzania till norra Sydafrika och västra Moçambique

Tidigare inkluderades zambiafrankolinen (S. whytei) i arten, men urskildes 2016 som egen art av BirdLife International, 2022 av tongivande eBird/Clements och 2023 av International Ornithological Congress.

### Släktestillhörighet
Tidigare placerades den i släktet Francolinus, men flera genetiska studier visar att Francolinus är starkt parafyletiskt, där vissa av arterna står närmare helt andra släkten i familjen.

## Levnadssätt
Miombofrankolinen hittas på marken i områden med tätt gräs, från rena gräsmarker till frodigt skogslandskap. Den ses mestadels på låg till medelhög höjd, men kan ibland också påträffas i höglänta gräsmarker. Fågeln är generellt fåtalig, skygg och tillbakadragen.

## Status och hot
Arten har ett stort utbredningsområde, men tros minska i antal, dock inte tillräckligt kraftigt för att den ska betraktas som hotad. Internationella naturvårdsunionen IUCN listar arten som livskraftig (LC).

## Namn
Fågelns vetenskapliga artnamn hedrar George Ernest Shelley (1840-1910), kapten i brittiska armén men också geolog, ornitolog och samlare verksam i Sydafrika, Egypten, Sudan, Australien och Burma. Fram tills nyligen kallades den även shelleygfrankolin på svenska, men justerades 2022 till ett enklare och mer informativt namn av BirdLife Sveriges taxonomikommitté.